# Brandnetelkapje
Het brandnetelkapje (Abrostola tripartita, de oude naam is Abrostola triplasia, en dat kan verwarring geven omdat dit nu de wetenschappelijke naam is van het donker brandnetelkapje) is een nachtvlinder uit de familie van de Noctuidae (uilen), die verspreid over het Palearctisch gebied voorkomt.

## Beschrijving
De imago lijkt op het donker brandnetelkapje. De voorvleugel heeft echter duidelijk een lichtgrijs wortelveld en een gebogen maar niet gegolfde binnenste dwarslijn, wat hem van deze soort onderscheidt. Als je van voren kijkt heeft het brandnetelkapje een soort grijs brilletje (vandaar de Engelse naam The spectacle), die bruin is bij het donker brandnetelkapje. De voorvleugellengte is 15 tot 17 mm. De soort overwintert als pop in de strooisellaag.
De wetenschappelijke naam tripartita verwijst naar het door de dwarslijnen in drie delen verdeeld zijn van de voorvleugel.

## Waardplant
De waardplant van het brandnetelkapje is brandnetel.

## Voorkomen in Nederland en België
Het brandnetelkapje is in Nederland en België een vrij algemene vlinder, die verspreid over het hele gebied voorkomt. De vliegtijd is van half april tot half september in twee generaties.

## Foto's

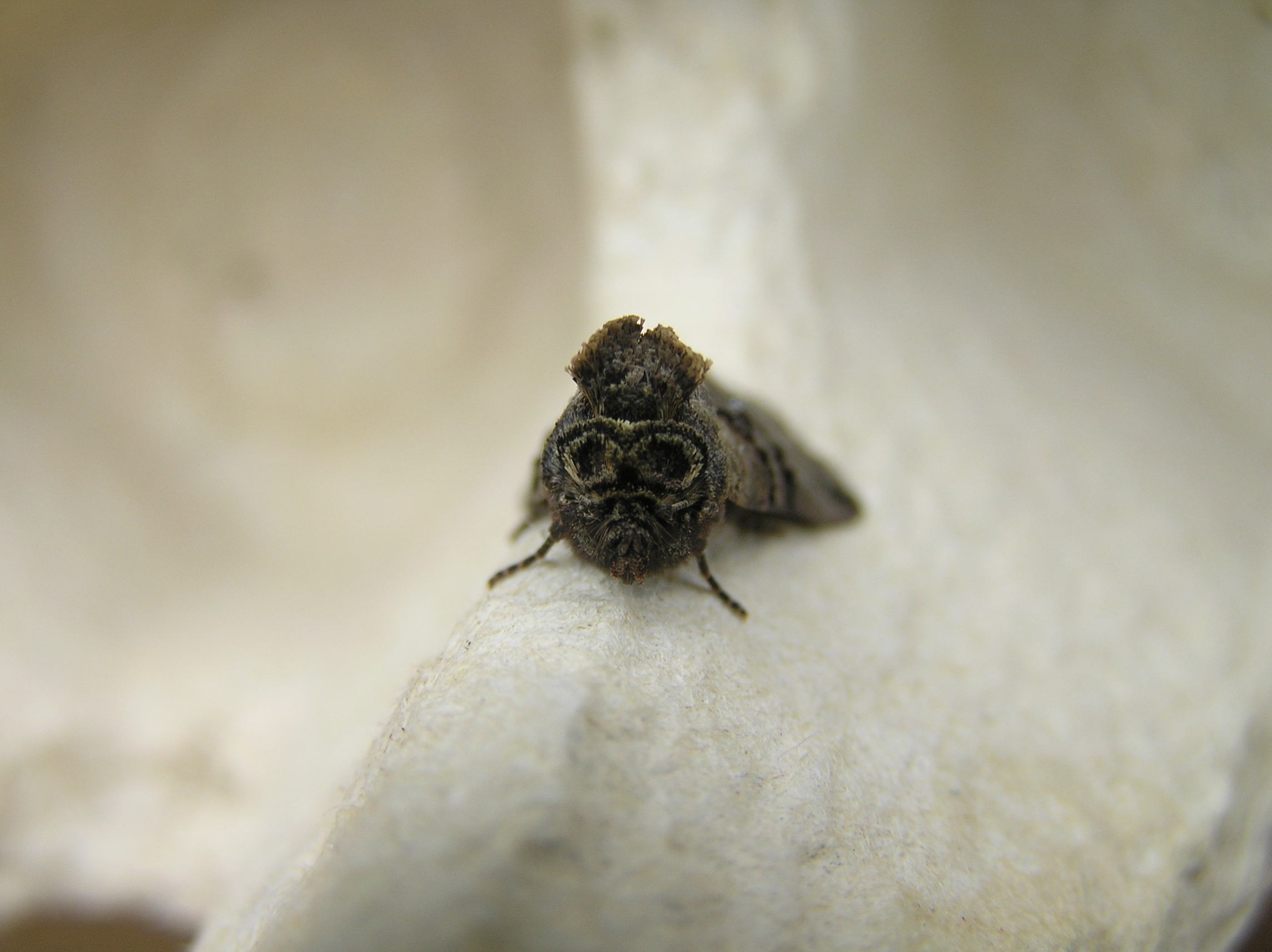
Brilletje
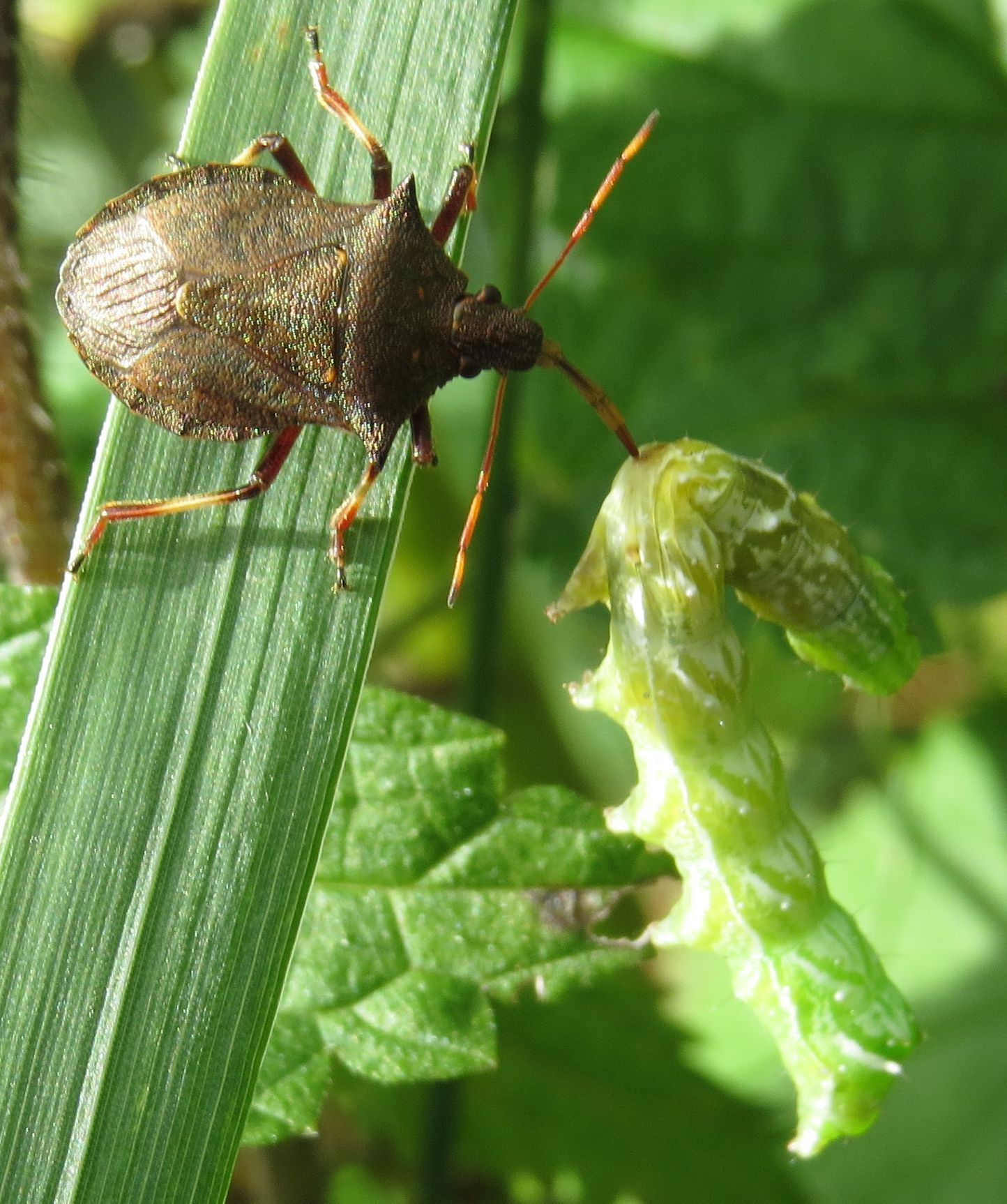
Abrostola tripartita larve aangevallen door Picromerus bidens
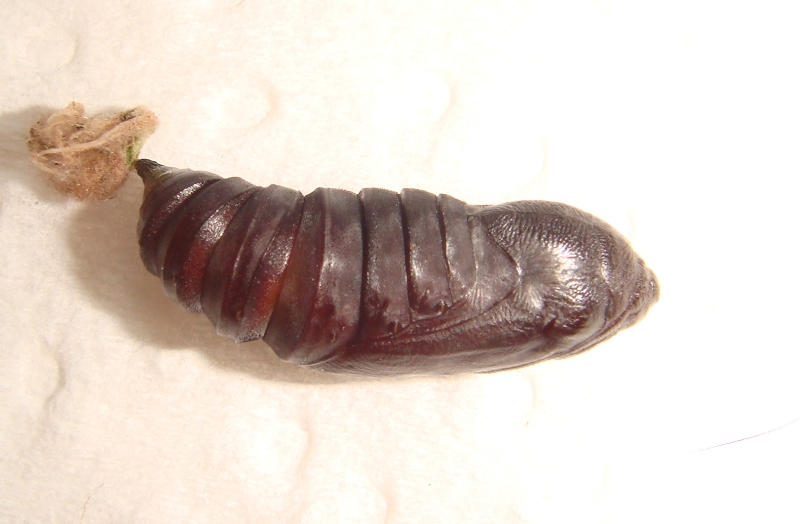
Pop